# المجزع (مأرب)
المجزع هي إحدى قرى الجمهورية اليمنية. وهي تتبع جغرافيًا لمحافظة مأرب. وإداريًا لمديرية بدبدة. يبلغ تعداد سكانها 1299 نسمة حسب الإحصاء الذي أجري عام 2004.